# Корчак (герб)
Корчак (пол. Korczak) — родовой частновладельческий герб, которым пользовались более 270 родов Беларуси, Украины, Литвы и Польши (среди прочих наиболее известные рода: Баратинские, Браницкие, Володыевские, Эйсмонты, Заранки, Ганские, Ильиничи, Загоровские, Котовичи, Мелешки, Млечки).
В Польше герб известен с 1142 года (Ogród królewski, Paprocki Bartłomiej, D. Siedlczański, Praga, 1599 год). В 1413 году фигурирует в документе Городельской Унии Великого Княжества Литовского и Польши. По мнению Яна Длугоша (1415-1480 годы), герб создан королём Людовиком I.
Изначально размещённая на щите собака была впоследствии вытеснена тремя балками в клейнод.

## Описание
Три белые балки помещаются в красном поле щита, а на рыцарском шлеме помещена чаша с сидящей в ней собакой. Самая длинная из балок представлена сверху, средняя короче первой и нижняя самая короткая (см. герб Проценко). Намёт на щите красный, подложенный белым.
Этот герб сначала принадлежал князьям Славонии, из неё перешёл в Венгрию и отсюда в XIII веке в Польшу. Эмблема Корчак была в гербе многих богемских князей. Ср. Вукры или Укры, Корниц, Косак, Масальских, Рох (вид третий, лилия на Корчаке), Рубеж и Трах. Ср. гербы Алябьевых (II, 70); Баратынских (IV, 116); Вязмитиновых (VI, 79); Илличевских; Ильинских (VI, 138); Корсаковых (I, 83); Дондуковых-Корсаковых (IX, 133) и Римских-Корсаковых (II, 52); Котлубицких (V, 132); Отяевых (II, 36); Селицких (III, 108); Хвостовых (II,35); Ходыревских (IX, 66); Шафровых (IX, 11).

## Используют
Б
1. Балабаны (Bałaban, Bołoban)
2. [www.lyczkowski.net/ru/gerbovnik/belorusskoj-shljahty/tom-2.html#tab-feature-center2 Балевичи] (Balewicz)
3. Баннунские (Баннынские, Банунинские, Банунынские) (Bannuński, Bannyński, Banuniński, Banunyński)
4. Барзи (Барзы) (Barzi, Barzy)
5. Барсовские (Barsowski)
6. Баткевичи (Batkiewicz)
7. Батковские (Batkowski)
8. Бедлевичи (Бендлевичи) (Bedlewicz)
9. Бедленские (Bedleński)
10. Беневские (Bieniewski)
11. Бержавские (Bierzawski)
12. Бернавские (Bernawski, Biernawski)
13. Бернацкие (Bernacki, Biernacki)
14. Бернашевские (Бернашовские) (Biernaszewski, Biernaszowski)
15. Бибели (Bibel)
16. Бибельские (Bibelski)
17. Билинские (Biliński)
18. Блешинские (Bleszyński)
19. Близинские (Bliziński)
20. Боговитины (Bohowityn)
21. Божидар (Bozydar)
22. [www.lyczkowski.net/ru/gerbovnik/belorusskoj-shljahty/tom-2.html#tab-feature-center4 Болдыши] (Bołdysz)
23. Боратынские (Boratyński)
24. Бортновские (Bortnowski)
25. Браницкие (Branicki)
26. Бродские (Brodzki)
27. Будзинские (Budzyński)
28. Броновицкие (Bronowicki)

В
1. Варковские (Warkowski)
2. [www.lyczkowski.net/ru/gerbovnik/belorusskoj-shljahty/tom-3.html#tab-feature-center3 Васевицкие] (Wasiewicki)
3. Васильковские (Васельковские) (Wasilkowski, Wasielkowski)
4. Васичинские (Wasiczyński)
5. Васучинские (Wasuczyński)
6. Васютынские (Wasiutyński)
7. Ващинские (Waszczyński)
8. Верещинские (Wereszczyński)
9. Вержбовские (Wierzbowski)
10. Вержхновские (Wierzchnowski)
11. Вержховские (Wierzchowski)
12. Весоловские (Wesołowski)
13. Вессель (Wessel)
14. Витичи (Wytycz, Wytysz)
15. [www.lyczkowski.net/ru/gerbovnik/belorusskoj-shljahty/tom-3.html#tab-feature-center3 Волк] (Wolk)
16. Волод (Wołod)
17. [www.lyczkowski.net/ru/gerbovnik/belorusskoj-shljahty/tom-3.html#tab-feature-center2 Володько] (Wołodźko)
18. Володыевские (Wołodyjowski, Wołodyowski)
19. [www.lyczkowski.net/ru/gerbovnik/belorusskoj-shljahty/tom-3.html#tab-feature-center4 Вольские] (Wolski)

Г
1. Галецкие (Galecki)
2. Ганицкие (Hanicki)
3. Ганские (Hański / Gański )
4. Гинко (Hynko)
5. Глинские (Gliński)
6. Глузинские (Gluziński)
7. Гораевские (Gorajewski)
8. Горайские (Gorajski, Gorayski)
9. Горальские (Goralski)
10. Горбачевские (Horbaczewski)
11. Германовские (Hermanowski)
12. Гораины (Horain)
13. Горбовские (Horbowski)
14. Горновские [1] (Hornowski)
15. Городенские (Horodenski)
16. Городецкие [2] (Horodecki)
17. Городыйские (Городыские ) (Horodyjski, Horodyski)
18. Городынские (Horodyński)
19. Гошевские (Hoszewski)
20. Гречины [3] (Hreczyna)
21. Грушевские [4] (Hruszewski)
22. Губицкие (Губицкие з Губиц) (Hubicki, Hubicki z Hubic)

Д
1. Далешинские (Daleszyński)
2. Девбель (Deubel, Deubell, Devbell)
3. Деревинские (Derewiński)
4. Деревницкие (Derewnicki)
5. Дермонт (Дермунт) (Dermont, Dermunt)
6. Дершняк (Derszniak)
7. Дзехцевские (Dziechciewski)
8. Добрачевские (Dobraczewski)
9. Добрачинские (Добрачинские з Добрачина) (Dobraczyński, Dobraczyński z Dobraczyna)
10. Долинские (Doliński)
11. Домбковские (Dąbkowski)
12. Дрелинг (Dreling)
13. Држемлики (Drzemlik)
14. Држевинские (Drzewiński)
15. графы и дворяне Дрогоевские (Drogoieski, Drohojewski, v. Drohojowski, Drohoiowski, гр. v. Drohojowski zu Drohojow, Drohojowski z Drohojowa)
16. Дроховские (Drochowski)
17. Дрыневичи (Dryniewicz)

Е
1. Евлашко (Jewłaszko, Iewłaszko)
2. Евлашковичи (Jewłaszkowicz)
3. Еленские (Jeleński)[5]
4. Есманы (Jesman, Iesman)

Ж
1. Жабицкие (Żabicki)
2. Жоравинские (Żorawiński)
3. Жоратынские (Żoratyński)
4. Журавницкие (Żórawnicki)

З
1. Загуровские (Zagórowski)
2. Заенчинские (Zajęczyński)
3. [www.lyczkowski.net/ru/gerbovnik/vitebskoj-shljahty.html#tab-feature-center4 Заранки] (Zaranek)
4. Заранские (Zarański)
5. Захоровские (Захороские) (Zachorowski, Zahoroski, Zahorowski)
6. Зборовские (Zborowski)
7. Зегарты (Zegart)
8. Зёлковские (Ziołkowski)

И
1. Ивония (Iwonia)
2. Илиничи (Глиничи) (Ilinicz, Ilinic, Glinicz, Hlinicz, Illinicz)
3. Илинские (Ильинские) (Iliński)

К
1. Кадлубиские (Kadłubiski)
2. Казимирские (Kazimirski)
3. Калькштейн (Kalkstein)
4. Караффа-Корбут (Karaffa-Korbut)
5. Колесниковы (Kolesnikovi)
6. Козерадские (Kozieradzki)
7. Комар (Komar)
8. графы и дворяне Коморовские (v. Komorowski, v. Komorowsky Liptowa u. Orawa)
9. Конаржевские (Konarzewski)
10. Корбуты (Korbut)
11. Корчаки (Korczak)
12. Корчаковые (Corczakowye)
13. Корчаковские (Korczakowski)
14. Корчминские (Korczmiński)
15. Корытинские (Корытынские) (Korytiński, Korytyński)
16. [www.lyczkowski.net/ru/gerbovnik/vitebskoj-shljahty.html#tab-feature-center2 Котовичи] (Kotowicz)
17. Краснодомбские (Krasnodąbski)
18. Кренжиловские (Krężyłowski)
19. Кржеченские (Krzeczeński)
20. Крукевницкие (Krukiewnicki)
21. Крукенские (Krukieński)
22. Крупель (Krupel)
23. Крупинские (Krupiński)
24. Крупские (Krupski)
25. Кршечевские (Кршечёвские) (Krzeczewski, Krzeczowski)
26. Крыницкие (Krynicki)

Л
1. Лавриновичи (Ławrynowicz)
2. Ланговские (Łangowski)
3. Ланевские (Łaniewski)
4. Лаходовские (Łachodowski, Łahodowski)
5. Левковичи (Łevkovichi)
6. Лещинские (Leszczyński)
7. Липские (Lipski)
8. Логодовичи (Łohodowicz)
9. Лопоты (Łopot)
10. Лущевские (Łuszczewski, Łuzczewski)
11. Лущинские (Łuszczyński)
12. Лущковские (Łuszczkowski, Łuszkowski)
13. Лыщевские (Łyszczewski)
14. Лыщинские (Łyszczyński)
15. Люшковские (Luszkowski)
16. Ляневские (Lianiewski)
17. Лянговские (Langowski)
18. Лятычинские (Latyczyński)
19. Ляходовские (Lachodowski)

М
1. Мальчицкие (Malczycki)
2. [www.lyczkowski.net/ru/gerbovnik/vitebskoj-shljahty.html#tab-feature-center2 Манувиры] (Manuwir)
3. Медзельские (Miedzielski)
4. Мелеховичи (Melechowicz)
5. Мелешко (Meleszko)
6. Митарские (Mitarski)
7. Михалевские (МИхалеские) (Michalewski, Michaleski)
8. Михаловские (Michałowski)
9. Михальские (Michalski)
10. Можейко-Корженевские (Mozeiko-Korzenewski)
11. Млечки (Mleczko)
12. Могилницкие (Могитницкие) (Mogilnicki, Mogitnicki)
13. Могольницкие (Mogolnicki)
14. Мороховские (Morochowski)
15. Мухальские (Muchalski)
16. Мышки (Mysko, Myszka, Myszka Holoniewski)

Н
1. Невельские (Newelski)
2. Нивицкие (Niwicki)

О
1. Орновские (Ornowski)
2. Ославские (Osławski)
3. [www.lyczkowski.net/ru/gerbovnik/belorusskoj-shljahty/tom-1.html#tab-feature-center4 Островские] [6][7] (Ostrowski)
4. Осциславские (Ościsławski)
5. Ощиславские (Oszczysławski)

П
1. Пелчицкие (Pelczycki)
2. Плосконские (Płoskoński)
3. Подголия (Podgolia)
4. Подгороденские (Подгороденские Божидар)(Podhorodeński, Podhorodeński Bożydar)
5. Порваницкие (Порванецкие)(Porwaniccki, Porwaniecki)
6. Порвинские (Porwinski)
7. Портанты (Поранты) (Portanty, Poranty)
8. Поцеи (Pociey)
9. Пржилупские (Przyłupski)
10. Прокоповичи (Prokopowicz)
11. Прохницкие (Прухницкие) (Prochnicki)
12. Проценко (Protsenko)
13. Прухницкие (Pruchnicki)

Р
1. Роцимирские (Rocimirski)
2. Рынки (Rynka)
3. Рынковские (Rynkowski)
4. Рынские (Rynski)

С
1. Садлоха (Sadłocha)
2. Саладыковские (Saładykowski)
3. Саломонские (Salomoński)
4. Самплавские (Sampławski)
5. Сапоровские (Saporowski)
6. Сачко (Сачко-Галецкие) (Saczko, Saczko-Galecki)
7. Сваричевские (Swaryczewski)
8. Сваржичевские (Swarzyczewski)
9. Свежинские (Świeżyński)
10. Свидло (Świdło)
11. Свидловские (Świdłowski)
12. Селицкие (Sielicki)
13. Сенновские (Сеновские) (Siennoski, Siennowski)
14. Серебрыские (Serebryski)
15. Сивинские (Siwiński)
16. Силичи (Silicz)
17. Сильницкие (Silnicki)
18. Скоруты (Skoruta)
19. Следзевские (Śledziewski)
20. Сливинские (Śliwiński)
21. Сметанка (Śmietanka, Śmiotanka, Śmietanka z Olchowca)
22. Собанские (Sobański)
23. Сова (Sowa)
24. Созанские (Sozański)
25. Соломинские (Sołomiński)
26. Соломунские (Sołomuński)
27. Солтан (Sołtan)
28. Сосновские (Sosnowski)
29. Ставские (Stawski)
30. Страш (Strasz)
31. Струсевичи (Strusiewicz)
32. Струсы (Strus)
33. Струшкевичи (Struszkiewicz)
34. Сутковские (Sutkowski)
35. Сущ (Suszcz)

Т
1. Тамановские (Tamanowski)
2. Танковские (Tankowski)
3. Терновские (Ternowski)
4. Тонкели (Tąkiel)
5. Троска (Troska)
6. Трухновские (Truchnowski)
7. Труховские (Truchowski)
8. Турек (Turek)
9. Турлай (Turlay)
10. Туры (Tur)

У
1. Ульчицкие (Ulczycki)
2. Умястовские (Umiastowski)

Х
1. Ханевские (Chaniewski)
2. Ханкоские (Ханковские) (Chankoski, Chankowski)
3. Ханские (Chański)
4. Хлопицкие (Chłopicki)
5. Ходеровские (Choderowski)
6. Ходороские (Ходоровские) (Chodoroski, Chodorowski)
7. Хоинские (Choiński)
8. Холоневские (Hołoniewski, Hołoniewski Myszka)
9. графы и дворяне Холоневские (v. Chołoniewski, Chołoniewsky, Chołoniewski Myszka)
10. Холовицкие (Головицкие) (Hołowicki)
11. Хотецкие (Chotecki)
12. Хрычевские (Chryczewski)
13. Хыжевские (Chyżewski)
14. Хычевские (Chyczewski)
15. Хышевские (Chyszewski)

Ц
1. Цупер (Cuper)

Ч
1. Чарнковские (Czarnkowski)
2. Чарыские (Czaryski)
3. Чаша (Czasza)
4. Чернеевские (Черниёвские) (Czerniejewski, Czerniejowski)
5. Чернёвские (Czerniowski)
6. Чупа (Czupa)
7. Чурилло (Чурило) (Czuryłło, Czuryło)

Ш
1. Шавловские (Szawlowski)
2. графы Шацкие (Szazki)
3. Шептыцкие (Szeptycki)
4. Шеребинские (Szerebiński)
5. Шумбарские (Szumbarski)
6. Шумлянские (Szumlanski)
7. Шумкевичи(Szumkevichi)

Щ
1. Щебинские (Szczebiński)

Я
1. Ярговские (Jarhowski)
2. Ярковские (Jarkowski)
3. Ярмолинские (Jarmoliński, Ермолинские)

Корчак изм.
1. Бендлевские (Będlewski)
2. Витизы (Wytyz)
3. Горновские (Hornowski)
4. Дермонт (Dermont, Dermont Siwicki)
5. Конаржевские (Konarzewski)
6. Корытынские (Korytyński)
7. Липские (Lipski)
8. Невельские (Newelski)
9. Сивицкие (Siwicki)
10. Силичи (Silicz)
11. Скорульские (Skorulski)
12. Ярошинские (Jaroszyński)

Корчак II
1. Далешинские (Daleszyński)
2. Еленские (Jeleński)
3. Котовичи (Kotowicz)
4. Ланевские (Łaniewski)
5. Свидло (Świdło)
6. Селецкие (Sielecki)
7. Ульчицкие (Ulczycki)